# Alessandro Segni

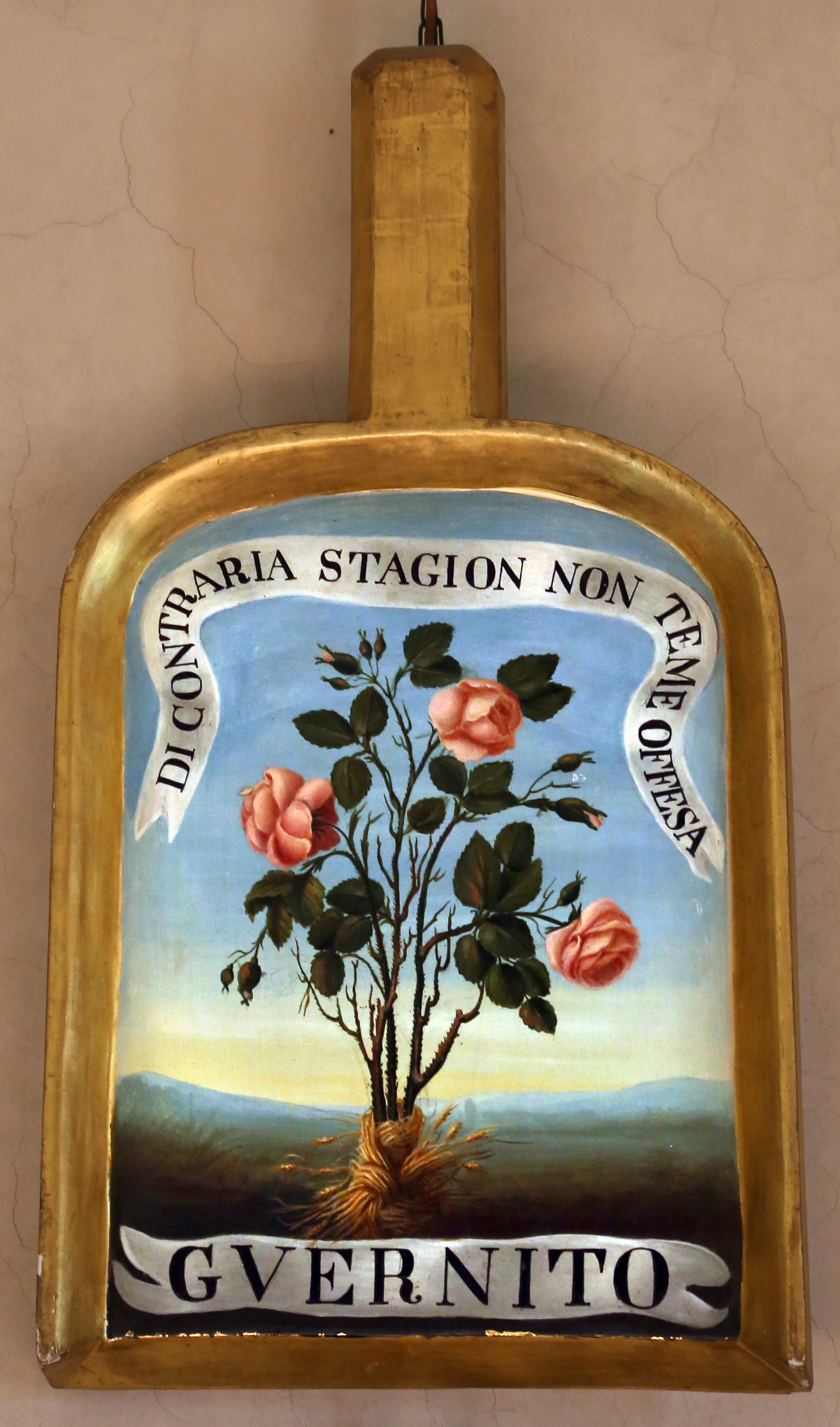
La pala di Alessandro Segni (Guernito) all'Accademia della Crusca

Alessandro Segni (1633 – 1697) è stato un politico e diplomatico italiano.

## Biografia
Avviato alla geometria da Evangelista Torricelli, fu Segretario del Principe Leopoldo de' Medici per il quale compì vari viaggi diplomatici in Europa. Ricoprì l'incarico di segretario dell'Accademia della Crusca. Fu, inoltre, il primo segretario dell'Accademia del cimento fino al 20 maggio 1660, quando gli subentrò Lorenzo Magalotti.